# District historique de Minong Mine
Le district historique de Minong Mine (anglais : Minong Mine Historic District) est un district historique du comté de Keweenaw, au Michigan. Protégé au sein du parc national de l'Isle Royale, il est inscrit au Registre national des lieux historiques depuis le 11 novembre 1977 et classé National Historic Landmark depuis le 13 janvier 2021.